# 杨雪岗
杨雪岗（1965年—），河北邢台人，汉族，中华人民共和国政治人物、第十二届全国人民代表大会河北地区代表。
毕业于河北水利专科学校，加入中国共产党，担任旭阳煤化工集团有限公司董事长。2008年起担任全国人大代表。2013年，被选为全国人大代表。